# Boleophthalmus poti
A Boleophthalmus poti a csontos halak (Osteichthyes) főosztályának a sugarasúszójú halak (Actinopterygii) osztályába, ezen belül a sügéralakúak (Perciformes) rendjébe, a gébfélék (Gobiidae) családjába és az iszapugró gébek (Oxudercinae) alcsaládjába tartozó faj.

## Neve
E halfaj a fajneve, azaz a poti, a Purutu-szigeten levő Wapi nevű falu lakósainak a nyelvéből ered; ennek jelentése a „pettyezett”, ami a fején levő sok kis, fehéres pontra utal.

## Előfordulása
A Boleophthalmus poti előfordulási területe a Csendes-óceán nyugati felének a középső része. Ez az iszapugró gébfaj Pápua Új-Guinea egyik endemikus hala.

## Megjelenése
A nőstény hossza 10,8 centiméter, a hím hossza 10,6 centiméter. A hátúszóján 5 tüske és 23-26 sugár, míg a farok alatti úszóján 24-26 sugár ül. Az állkapocscsontján levő fogain, a Boleophthalmus birdsongihoz hasonlóan nincsenek kis dudorok. A nagy szemei magasan kiállnak a fejéből.

## Életmódja
Trópusi halfaj, amely egyaránt megtalálható az édes, sós- és brakkvízben is; a víz alá is lemerül. A levegőből veszi ki az oxigént. Az iszapos, mangroves területeken érzi jól magát, ahol főleg a füzényfélékhez tartozó Sonneratia caseolaris nevű mangrove életmódú növényfaj él.

## Felhasználása
A Boleophthalmus potinak csak kis halászati értéke van; főleg csaliként használják fel.